# Teresa Arroniz i Bosch
Teresa Arroniz i Bosch (Cartagena, 15 d'octubre de 1827 - Madrid, abril de 1890) va ser una escriptora i periodista espanyola.

## Biografia
Era filla de Francisco i Mariana. El seu oncle patern va ser alcalde de la ciutat i capità general del Departament Marítim. La família materna era originària de Tossa de Mar, propietària d'una flota d'almenys 23 vaixells velers dedicats a l'activitat mercantil de cabotatge marítim.

## Activitat periodística i literària
Va col·laborar en publicacions periòdiques com La Correspondencia de España, El Diario Español, La España, La Il·lustración Católica, Revista de España, El Campo o El Grano de Arena, de Sevilla, El Fénix Cartaginés o Brisas del Mediterráneo, de Cartagena', entre d'altres. En alguns casos va usar el pseudònim «Gabriel de los Arcos». En 1862 va escriure una crònica oficial de les festes celebrades a Múrcia en visitar la ciutat la reina Isabel II.
És autora d'obres en prosa com les novel·les El testamento de D. Juan I (1855), una novel·la històrica amb la qual es donà a conèixer, La condesa de Alba-Rosa, una novel·la costumista (1873), Julieta (1874), Mari-Pérez (1876), El abanico de oro (1879), Inés de Villamor (1879), La bola negra (1881-1882), El crisol roto (1883) o La corona de ilusiones (1883). Va publicar algunes de les seves novel·les en forma de fulletó, a la premsa local o nacional, entre les quals, La ley del hierro, a El Eco de Cartagena, o Vidrio y perlas, el 1865, a la revista madrilenya La España. Se li atribueixen també novel·les que no han estat trobades, com ara Ojo por ojo, El cura de Santo Ángel, De Cádiz a Gibraltar, La madeja enredada, Julieta, Las tres coronas, Gabriela, Los pescadores, signades segurament amb el seu pseudònim.
Va arribar a ser premiada per la Reial Acadèmia Espanyola, per la seva obra Mari-Pérez, amb una dotació de mil cinc-centes pessetes. També publicà una estimable obra poètica, dispersa en la premsa de l'època, que no es va arribar a aplegar mai en un volum.